# Convertidor Digital-Analògic

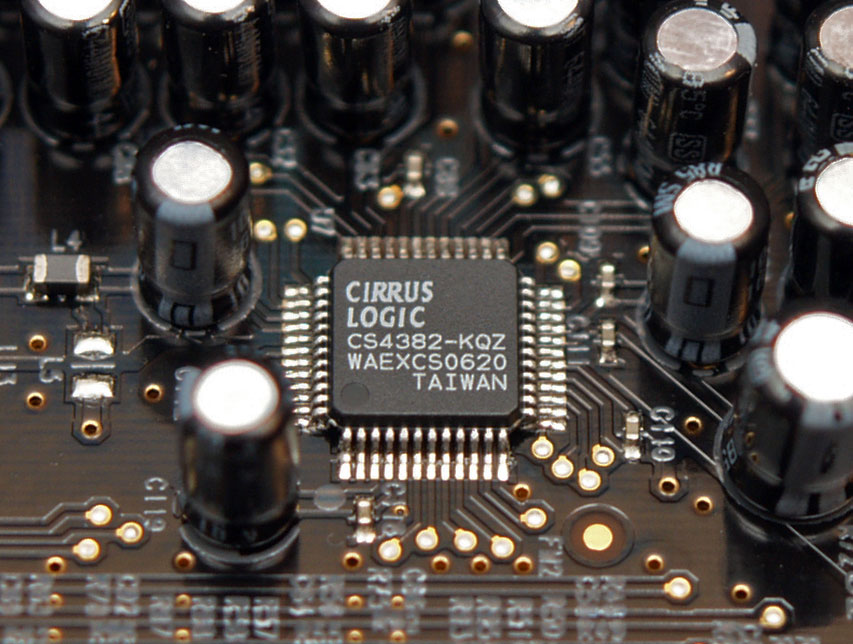
Convertidor digital-analògic (8-channel) Cirrus Logic CS4382 usat a una soundblaster.

Un convertidor digital-analògic és un dispositiu que converteix una entrada digital -generalment binària- a un senyal analògic -generalment voltatge o càrrega elèctrica-. Els convertidors digital-analògics són interfícies entre el món abstracte digital i la vida real analògica. L'operació inversa és realitzada per un convertidor analògic-digital (ADC).
Aquest tipus de convertidor es fa servir en reproductors de so de tot tipus, atès que actualment els senyals d'àudio són emmagatzemats en forma digital -per exemple: MP3 i CD-, i per escoltar-ho a través dels altaveus, les dades s'han de convertir a un senyal analògic. Els convertidors digital-analògics també es poden trobar en reproductors de CD, reproductors de música digital, targetes de so de PC, etc.
El món real és bàsicament analògic. La mesura directa d'una magnitud física -so, temperatura, pressió, etc.- és convertida pel corresponent transductor (sensor) a un valor de tensió analògica capaç de ser processada per un sistema electrònic. Així mateix, el sistema electrònic proporcionarà als corresponents efectors -altaveus, motors, calefactors, etc.- una tensió analògica que determini la seva actuació.
Els sistemes digitals utilitzen els valors numèrics codificats en binari, en paraules digitals compostes per zeros i uns, això proporciona als sistemes digitals alta fiabilitat i precisió, aconseguides per la perfecta distinció física entre el 0 i l'1, i una gran potència de càlcul, derivada de la utilització d'un sistema de numeració i de la capacitat d'integració de funcions booleanes d'alta complexitat.
A la frontera (interfície) entre els senyals analògics procedents del medi físic o destinats a interferir amb ell i els senyals digitals que processa el sistema electrònic calen convertidors que passin els valors numèrics del camp analògic al digital i viceversa: convertidors A/D i D/A.

## Funcionament ideal

Mostreig d'un senyal

Un convertidor digital-analògic converteix un nombre abstracte de precisió finita -en general un nombre binari de punt fix- en una quantitat física concreta -per exemple: en tensió o pressió-. En particular, els convertidors digital-analògic són d'ús freqüent per convertir una sèrie de dades de precisió finita a un senyal. Un convertidor digital-analògic típic converteix els nombres abstractes en una seqüència concreta d'impulsos que després són processats per un filtre de reconstrucció utilitzant algun tipus d'interpolació per omplir les dades entre els impulsos.
Pel teorema de mostreig de Nyquist-Shannon, les dades de la mostra es poden reconstruir sempre que la seva amplada de banda compleixi certs requisits però requereix un nombre infinit de mostres. No obstant això, fins i tot amb un filtre de reconstrucció ideal, el mostreig digital introdueix un error de quantificació que fa pràcticament impossible la reconstrucció perfecta. L'augment de la resolució digital -és a dir, augmentar el nombre de bits utilitzats a cada mostra- o la introducció del tramat de mostreig pot reduir aquest error.

## Funcionament d'un D/A
Mitjançant una suma ponderada dels dígits de valor 1 s'aconsegueix, en forma molt simple, un convertidor digital-analògic ràpid; la ponderació es pot fer amb una sèrie de resistències en progressió geomètrica -cada una meitat de l'anterior-, la qual cosa obliga a utilitzar un ampli rang de resistències, o bé mitjançant una xarxa R-2R que efectua successives divisions per 2.
Pot convertir una tensió en nombre binari utilitzant un convertidor oposat D/A, a través de la comparació entre la tensió d'entrada i la proporcionada per aquest convertidor D/A aplicat a un generador de nombres binaris, es tracta d'aproximar el nombre-resultat a aquell la corresponent tensió analògica és igual a la d'entrada. L'aproximació es pot fer d'unitat en unitat, mitjançant un simple comptador, o dígit a dígit mitjançant un circuit seqüencial específic.
Als sistemes digitals la precisió ve donada per la utilització de dos símbols 1/0 i per la separació entre les tensions que els representen. En canvi, en el tractament de tensions analògiques i, per tant, en els convertidors D/A i A/D, hem de preocupar-nos de la precisió i de les diverses causes d'error que l'afecten: desplaçament de l'origen, linealitat, resolució... S'inclou en aquest capítol, per completesa, la conversió tensió-freqüència (V? F), que pot servir també (afegint-li un freqüencímetre) com conversió A/D. Conceptualment, la conversió analògica-digital consisteix a fer la suma ponderada dels diversos dígits que configuren el nombre binari, el valor relatiu de cada un d'ells ve donat per la corresponent potència de 2. Aquesta suma es pot fer mitjançant un senzill circuit sumador amb resistències ponderades (segons la relació R, R/2, R/4, R/8, R/16 ...) com el de la figura.
Supòsit que les tensions que corresponen als valors booleans siguin 0 i +V:
```
Vo = - (R '/R). (+V). (D0+2.D1+4.D2+8.D3+...)
```

L'últim parèntesi de l'expressió anterior expressa el valor del nombre binari... D3 D2 D1 D0 i el factor inicial V. R'/R determina el valor de tensió assignat a cada unitat, les resistències R' i R permeten ajustar aquest valor a la tensió unitària que es desitgi.
És un circuit molt senzill per obtenir una tensió analògica a partir de les tensions dels dígits binaris del número que es vol convertir. Tenint en compte que l'etapa sumadora és inversora, s'obtindrà una tensió negativa, que pot transformar fàcilment en positiva mitjançant una segona etapa amplificadora inversora de guany unitat. Les tensions booleanes que presenten els diversos dígits d'un nombre binari -sortides dels corresponents terminals del circuit digital, generalment sortides de circuits integrats- no ofereixen adequada precisió: les dues tensions, Vol{0 V i VOH{+V, no són valors molt precisos. Per això, per augmentar la precisió del convertidor, no s'utilitzen directament les tensions dels dígits a convertir sinó una tensió única de referència d'alta precisió, la qual es connecta -cas de dígit de valor 1- o no -valor 0- a les corresponents resistències sumadors mitjançant interruptors, a més, per disminuir els efectes capacitius propis dels commutadors i augmentar la velocitat de commutació, aquesta s'efectua entre dues posicions de la mateixa tensió.
Cada commutador es connecta cap a l'entrada de l'amplificador quan el valor del corresponent dígit és 1, en altre cas, es connecta directament cap a la línia de 0 V.
```
Vo = - (R '/R). Vref .. (D0+2.D1+4.D2+8.D3+...)
```

La precisió d'aquest convertidor depèn de la precisió de les resistències i de la tensió de referència així com de les característiques de l'amplificador operacional, especialment pel que fa a tensió i corrents d'offset. Ara bé, aquesta xarxa sumadora requereix resistències de valors molt diferents -per exemple: per a 12 bits ha d'arribar des de R fins R/4096-, sent extremadament difícil integrar aquesta diversitat de resistències amb la precisió necessària. Per això, resulta preferible utilitzar una xarxa de resistències R-2R a escala o xarxa divisora de tensió, que posseeix la propietat que la resistència de càrrega vista des de qualsevol nus de la xarxa cap endavant és d'idèntic valor: 2R.
Aquesta xarxa de resistències té la propietat que en cada nus es troben en paral·lel dues resistències d'igual valor 2R, una de les quals és l'equivalent del resta del circuit, de manera que en cada nus la intensitat de divideix en dues parts iguals i, d'aquesta manera, cada nus realitza una divisió de la tensió del nus anterior per 2. Utilitzant aquest tipus de xarxa com sumadora, mitjançant commutadors entre dues posicions (ambdues amb tensió de referència 0 V) segons l'esquema següent, pot obtenir un convertidor D/A que només utilitza dos valors de resistències R i 2R.
La segona etapa amplificadora serveix perquè la tensió de sortida sigui positiva i introdueix l'amplificació amb el factor R '/R. Tenint en compte la successiva divisió de tensions i intensitats que es produeix en cada nus. Amb aquest tipus de xarxa sumadora es configura una àmplia gamma de convertidors D/A integrats, d'alta precisió, ja que és possible aconseguir gran precisió en la xarxa de resistències i en la tensió de referència (utilitzant un Zener d'alta precisió bé estabilitzat). Això permet assegurar una forta linealitat en la conversió, amb errors inferiors a la meitat del pas en tensió corresponent a una unitat.
Els convertidors D/A més comuns d'aquest tipus són de 8 i de 12 bits, un convertidor de 8 bits permet una resolució de 256, és a dir, per a un interval de conversió 0-10 V a cada unitat li corresponen aproximadament 40 mV, la resolució d'un convertidor de 12 bits és de 4.096 passos, 2.5 mV.
En tecnologia MOS els commutadors es realitzen mitjançant transistors NMOS alternatius, entre els terminals de porta es connecta un inversor; s'aconsegueixen temps de resposta globals -des que es presenta el valor digital, fins que apareix el corresponent valor analògic- inferiors al microsegon. A més a més, en aplicacions relatives a la generació d'ones, en les quals la sortida va seguint successivament valors propers de l'ona a generar, el temps de transició entre un valor i un altre és molt menor, i es pot arribar a freqüències superiors a 10 MHz. En el cas bipolar es configuren generadors d'intensitat ponderats, mitjançant xarxes R-2R incloent transistors en les mateixes, la configuració en amplificador diferencial permet commutar tals intensitats entre les dues posicions amb altes velocitats de resposta, aconseguint temps de commutació de l'ordre de 10 ns. La utilització d'una referència de tensió negativa evita la necessitat d'utilitzar el segon amplificador inversor.
En tots els convertidors D/A anteriorment considerats la tensió de sortida és proporcional al nombre binari aplicat a les seves entrades: Vo = Vu.N, sent Vu el pas en tensió corresponent a una unitat; de vegades -per exemple: en la generació digital d'ones sinusoidals o d'altres formes d'ona- interessa un altre tipus de funcions Vo = f (N) diferents de la simple proporcionalitat.
Per això es pot fer una transformació digital prèvia del nombre N a un nombre N 'tal que f (N) = Vu.N', de manera que un convertidor D/A proporcional aplicat sobre N' servirà per generar la tensió analògica desitjada, la conversió intermèdia (de N a N') pot ser realitzada per un convertidor de codi o codificador ROM. Quan no cal gran precisió en la tensió de sortida, es pot obtenir directament la funció Vo = f (N) mitjançant un multiplexor analògic -format per portes de transmissió- controlat pel nombre N, segons l'esquema següent.
A un valor concret N li correspondrà una tensió Vo = R '. Vref./RN, que pot ser ajustada al valor desitjat mitjançant la resistència RN; cas que la funció f (N) adopti també valors negatius, n'hi haurà prou connectar les resistències corresponents a una tensió de referència positiva+Vref

## Especificacions d'un DAC
Especificacions més importants dels fabricants a fi d'avaluar un DAC en una determinada aplicació:
- Resolució: Depèn únicament del nombre de bits. Per aquesta raó, els fabricants en general especifiquen una resolució de DAC com el nombre de bits.
- Precisió: Un DAC té diverses maneres d'especificar la precisió. A les dues més comuns se'ls anomena error d'escala completa i error de linealitat.
- Temps d'establiment: La velocitat d'operació d'un DAC en general s'especifica donant el seu temps d'establiment, que és el temps requerit perquè la sortida del DAC canviï des de 0 fins al seu valor a escala completa quan tots els bits de l'entrada binària canvien de 0 a 1.
- Voltatge d'offset: Des del punt de vista ideal, la sortida d'un DAC sempre és zero quan tots els bits de l'entrada són zero. No obstant això, a la pràctica, en aquesta situació existeix un voltatge molt petit en la sortida, la qual cosa genera un error d'offset. Aquest error, si no es corregeix, se suma en tots els casos a la sortida esperada del DAC.
- Monoticitat: La sortida d'un DAC augmenta a mesura que l'entrada binària s'incrementa d'un valor a un altre.

## Classificació convertidors D/A
Els convertidors D/A, depenent de la forma de fer arribar el senyal digital D, es poden classificar en:
- Amb entrada en sèrie: Són aquells en els quals la combinació a convertir s'aplica a través d'un únic terminal en què hi apareixen en seqüència els diferents bits que la constitueixen.
- Amb entrada en paral·lel: Són aquells en què la combinació binària a convertir s'aplica en paral·lel a l'entrada. Proporcionen a la sortida una tensió o corrent tal que el seu valor és proporcional al número decimal equivalent al binari aplicat a l'entrada.

## Aplicacions
Els DAC s'utilitzen sempre que la sortida d'un circuit digital ha de proporcionar un voltatge o corrent analògic per a manejar un dispositiu analògic. Unes de les aplicacions més comunes són les següents:
- Control: La sortida digital d'un computador pot convertir-se en un senyal de control analògic per a ajustar la velocitat d'un motor, la temperatura d'un forn o bé per controlar quasi qualsevol variable física.[8]
- Proves automàtiques: Els computadors poden ser programats per a generar els senyals analògics -a través d'un DAC- que es necessiten per provar circuits analògics. La resposta de la sortida analògica del circuit de prova normalment serà convertida en un valor digital per un ADC i s'alimentarà al computador per a ser emmagatzemada, exhibida i, alguns cops, analitzada.[9]
- Reconstrucció del senyal: A moltes aplicacions es digitalitza un senyal analògic, la qual cosa significa que diversos punts successius d'aquesta es converteixen en el seu equivalent digital i es guarden a la memòria. Aquesta conversió es duu a terme amb un ADC. Aleshores, el DAC pot utilitzar-se per a convertir les dades digitals a un senyal analògic, reconstruint d'aquesta manera el senyal original. Aquest combinació de digitalització i reconstrucció s'utilitza, per exemple, en els oscil·loscopis d'emmagatzematge digital, en els sistemes d'àudio de disc compacte, etc.[10]